# Édouard Séguin
Édouard Séguin (Clamecy (Nièvre), 20 de gener del 1812 - Nova York, 28 d'octubre del 1880) va ésser un metge i educador francès.
Es dedicà a l'estudi i el tractament dels retardats i creà la primera escola per a deficients mentals. Les experiències d'aquesta, juntament amb les de Jean Marc Gaspard Itard, van ser la base dels estudis de Maria Montessori.